# Vergisson
Vergisson é uma comuna francesa na região administrativa de Borgonha-Franco-Condado, no departamento Saône-et-Loire. Estende-se por uma área de 5,71 km². Em 2010 a comuna tinha 263 habitantes (densidade: 46,1 hab./km²).

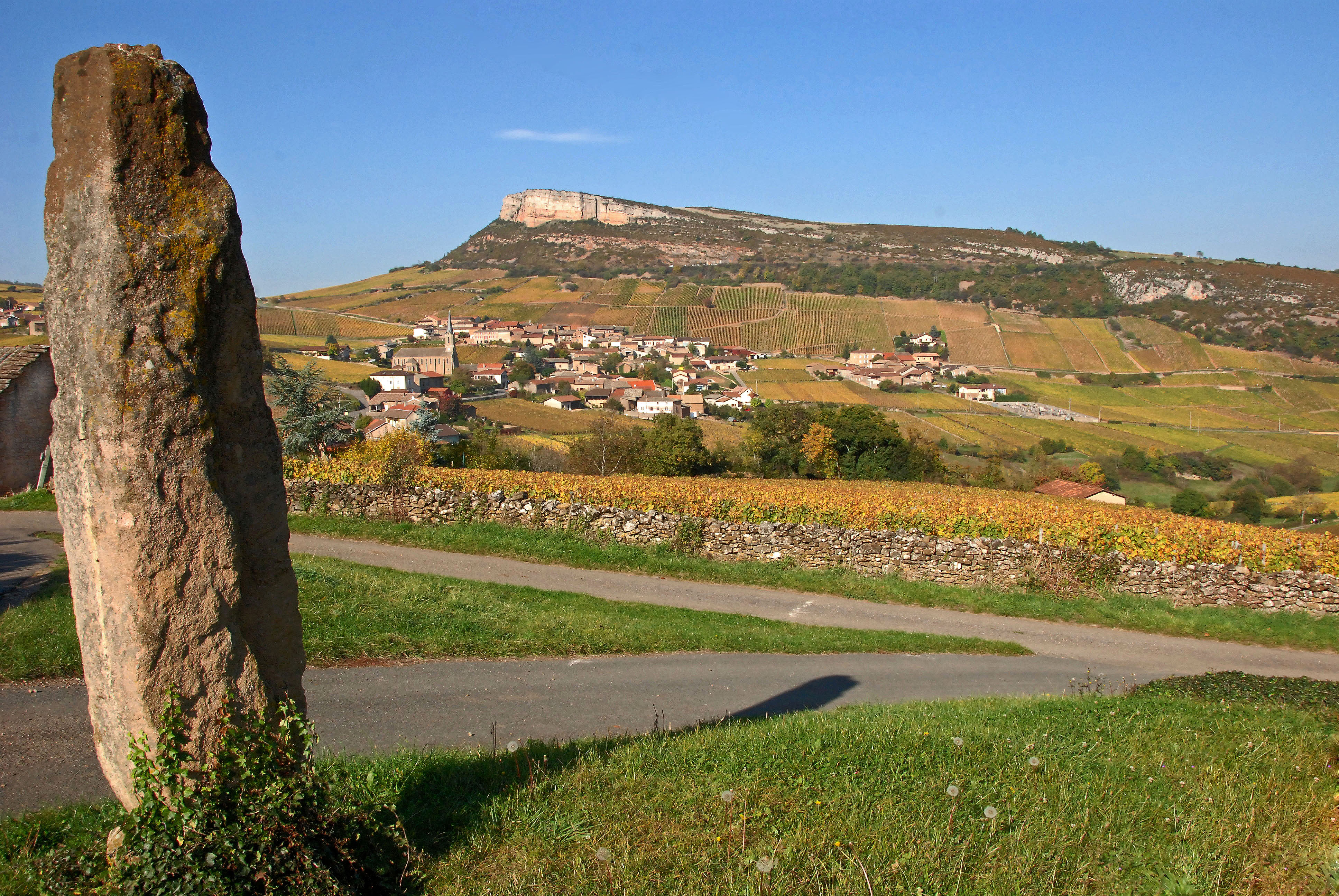
Megalith (Menhir) Chancerons
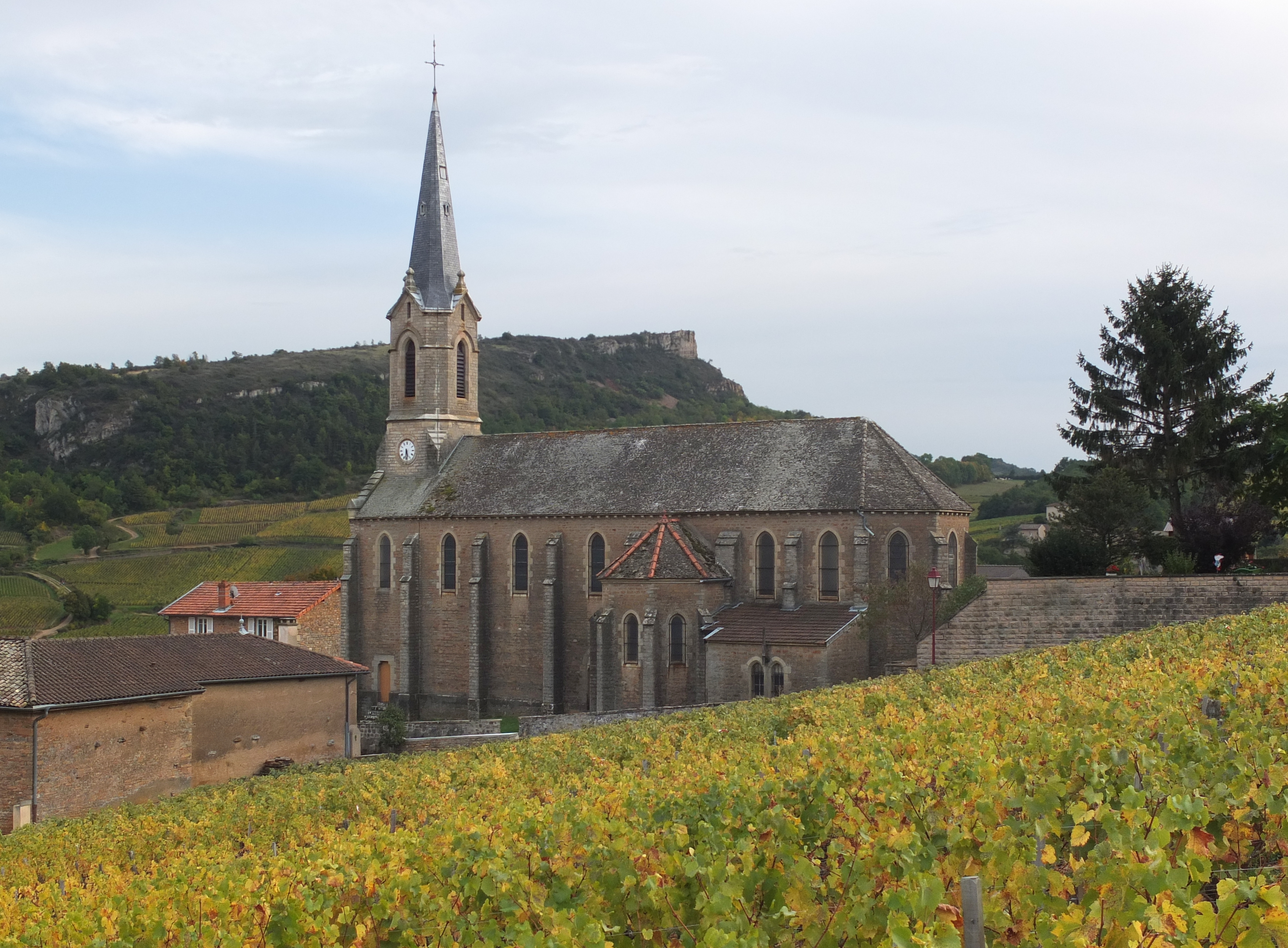
Église Saint-Martin